# Kinima Ikologon – Sinergasia Politon
Kinima Ikologon – Sinergasia Politon (gr. Κίνημα Οικολόγων – Συνεργασία Πολιτών, KOSP) – cypryjska partia polityczna o profilu ekologicznym. Do 2017 funkcjonowała pod nazwą Ruch Ekologiczny i Środowiskowy (gr. Κίνημα Οικολόγων Περιβαλλοντιστών, KOP).
Została założona w 1996. Ugrupowanie głosi program zrównoważonego rozwoju, opowiadaj się za rozwiązaniem problemu cypryjskiego poprzez zjednoczenie wyspy. Należy do Europejskiej Partii Zielonych. Funkcję lidera obejmowali m.in. Jorgos Perdikis i Charalambos Teopembtu.
Od 2001 partia reprezentowana w Izbie Reprezentantów, w 2016 po raz pierwszy uzyskała dwa miejsca w cypryjskim parlamencie, a w 2021 zwiększyła swoją reprezentację do 3 osób (mimo niższego poparcia).

## Wyniki wyborów parlamentarnych
| Wybory | Procent głosów | Liczba mandatów |
| ------ | -------------- | --------------- |
| 1996   | 1,0%           | 0               |
| 2001   | 2,0%           | 1               |
| 2006   | 2,0%           | 1               |
| 2011   | 2,2%           | 1               |
| 2016   | 4,8%           | 2               |
| 2021   | 4,4%           | 3               |